# Bernard Jan Alfrink
Bernardus Johannes Alfrink (Nijkerk, Gelderland, 5 de juliol de 1900 – Nieuwegein Utrecht 17 de desembre de 1987) va ser un cardenal neerlandès de l'Església Catòlica. Serví com a arquebisbe d'Utrecht entre 1955 i 1975, sent elevat al Col·legi cardenalici el 1960.

## Biografia
Bernardus Alfrink va néixer a Nijkerk, i va rebre la seva primera comunió el 1911. Després d'assistir al seminari de Rijsenburg i al Pontifici Institut Bíblic de Roma, va ser ordenat al sacerdoci el 15 d'agost de 1924 per l'arquebisbe Henricus van de Wetering. Després va completar els seus estudis a l'Escola Bíblica de Jerusalem el 1930, i va fer treball pastoral a Utrecht fins al 1933. Alfrink donà classes de Sagrada Escriptura al Seminari Major de Rijsenburg (1933-1945) i més tard d'exegesi bíblica a la Universitat Catòlica de Nimega (1945-1951).
El 28 de maig de 1951 va ser nomenat arquebisbe coadjutor d'Utrecht i arquebisbe titular de Tyana. Alfrink va rebre la seva consagracio episcopal el 17 de juliol següent de mans de l'arquebisbe Paolo Job, internunci papal a La Haia, amb els bisbes Willem Lemmens i Jan Smit servint com co-consagradors, a la Catedral de Santa Catalina.
Alfrink va succeir el cardenal Johannes de Jong com a arquebisbe d'Utrecht el 31 d'octubre de 1955 i va ser nomenat vicari apostòlic del vicariat militar dels Països Baixos el 16 d'abril de 1957. Autor de nombrosos estudis bíblics, va portar el moviment Pax Christi als Països Baixos, i va ser creat cardenal prevere de San Gioacchino ai Prati di Castello pel Papa Joan XXIII al consistori del 28 de març a 1960.
Entre 1962 i 1965, el primat holandès va participar en el Concili Vaticà II, sent un dels purpurats més actius, situant-se en la línia dels progressistes. Es va asseure en el seu Consell de Presidència. Durant una sessió del Consell, Alfrink apagà el micròfon del cardenal Alfredo Ottaviani després que aquest excedís el seu límit de temps.
Alfrink va ser un dels cardenals electors del conclave de 1963, que va escollir el Papa Pau VI. Juntament amb el cardenal Giovanni Colombo, va assistir el cardenal Achille Liénart en el lliurament d'un dels missatges de tancament del Concili el 8 de desembre de 1965.
També va exercir com a President de la Conferència Episcopal dels Països Baixos. Va renunciar com a arquebisbe d'Utrecht el 6 de desembre de 1975, i més tard va votar en els conclaves de agost i d'octubre de 1978, que seleccionen els Papes Joan Pau I i Joan Pau II, respectivament.
Va morir a Nieuwegein als 87 anys, i després dels seus funerals a la catedral de Santa Caterina, va ser enterrat al cementiri de Santa Bàrbara, al costat del seu predecessor.

## Opinions

### Aggiornamento
Vist com un liberal, va dir una vegada, «Sempre és una bona cosa perquè l'Església avançar. No és bo si l'Església arribi a un punt mort.»

### Confessió
Mentre que era coadjutor, va anunciar que la capella dominicana de Huissen, on una gran quantitat de catòlics anaven a confessar-se en lloc de en els locals de les parròquies, estaria tancada al públic, el que resultà en la consternació i la reacció violenta de molts.

### Edward Schillebeeckx
Alfrink donà suport al Pare Edward Schillebeeckx, OP, i va prendre la seva condemna com una ofensa a l'Església holandesa.

### Humanae Vitae
Durant el seu mandat, Alfrink i els seus companys clergues holandesos van atacar l'argumentació utilitzada en l'encíclica Humanae Vitae (1968) del Papa Pau VI.

### La conversió real
Es va negar a respondre a l'Església Reformada Holandesa la reclamació d'aclariment sobre la conversió al catolicisme de la princesa Irene.

## Honors
Gran Prior pels Països Baixos i Gran Creu de Cavaller de l'orde del Sant Sepulcre de Jerusalem
 Gran Creu de Cavaller de l'orde del Lleó Neerlandès (1974)
 Gran Creu de Cavaller de l'orde d'Orange-Nassau (1963)
 Balí Gran Creu d'Honor i Devoció del Sobirà Orde Militar de Malta
 Gran Oficial de l'orde de la Corona de Roure (Luxemburg)